# João Alexandre da Bulgária
João Alexandre (em búlgaro:  Иван Александър - Ivan Aleksandǎr) foi o imperador da Bulgária entre 1331 e 1371 durante o Segundo Império Búlgaro. Seu longo reinado é considerado um período de transição na história medieval da Bulgária. Além de lidar com problemas internos e ameaças externas, particularmente dos vizinhos, o Império Bizantino e a Sérvia, João também recuperou a economia e estimulou um renascimento cultural e religioso em seu império. Porém, as cada vez mais poderosas incursões do Império Otomano, as invasões húngaras pelo noroeste e a Peste Negra se mostraram demais para ele. Numa malfadada tentativa de combater todos estes problemas, ele dividiu seu país entre seus dois filhos, obrigando a Bulgária a enfrentar os otomanos dividida e enfraquecida. 

## Biografia

### Primeiros anos

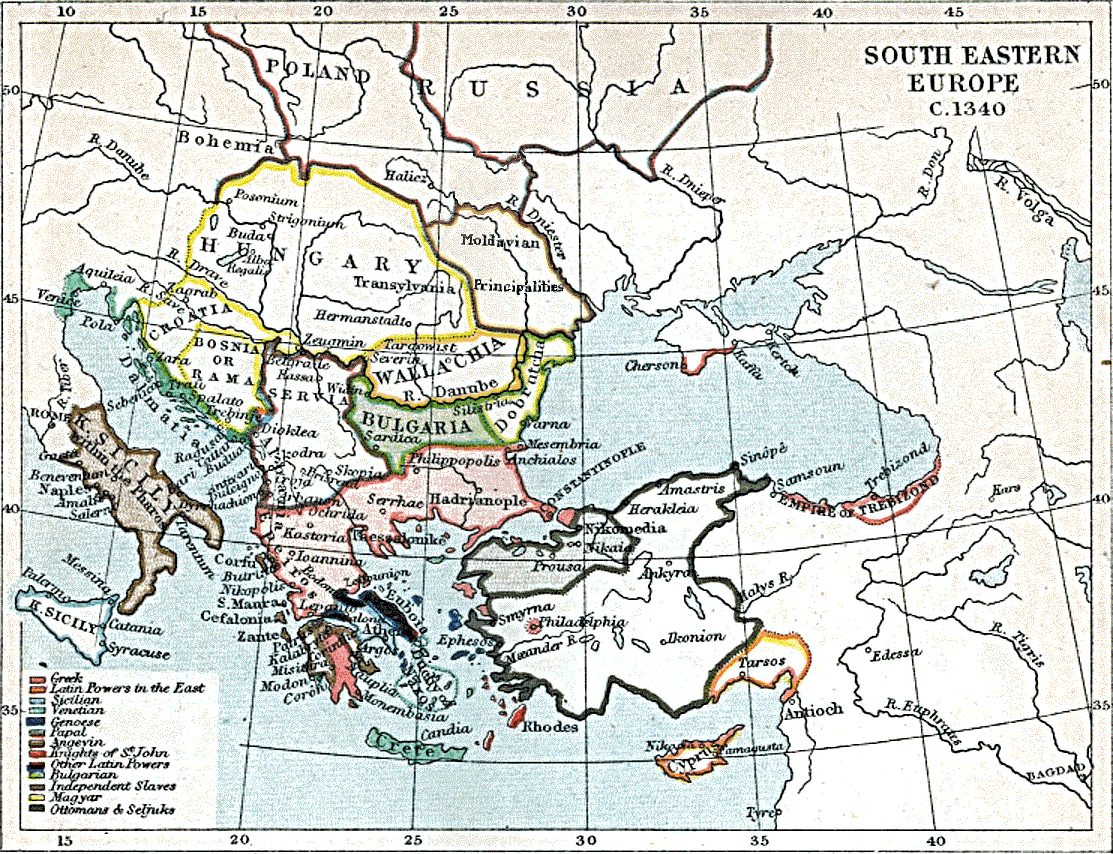
Mapa dos Balcãs no início do reinado de João Alexandre (c. 1340

João Alexandre era o filho do déspota Esracimir de Kran com Ceratza Petritza, uma irmã de Miguel Asen III, seu tio. Pelo lado do pai, João era também descendente dos Asen. Em 1330, ele  foi nomeado déspota e governava a cidade de Lovech. Junto com o pai e o sogro, Bassarabe I da Valáquia, João participou da derrota para os sérvios na Batalha de Velebusdo em 1330. A derrota, combinada com a deterioração das relações com os bizantinos, precipitou uma crise interna, exacerbada ainda mais por uma invasão do Império Bizantino. Um golpe de Estado expulsou João Estêvão de Tarnovo em 1331 e os conspiradores o colocaram no trono.
O novo monarca imediatamente se dedicou a consolidar sua posição recuperando os territórios recém-perdidos para os bizantinos. Ainda em 1331, João Alexandre marchou até Adrianópolis e reconquistou o nordeste da Trácia. Enquanto isso, Estêvão Uresis IV depôs o pai, Estêvão Uresis III, e assumiu como rei da Sérvia. Sua ascensão ajudou a normalizar a tensa relação entre búlgaros e sérvios, principalmente depois que João e Estêvão se aliaram. O pacto foi selado através do casamento do rei sérvio com Helena da Bulgária, uma irmã de João Alexandre, na Páscoa de 1332. 
Por volta da mesma época, Belaur, um irmão de Miguel Asen III, se revoltou em Vidin, provavelmente em apoio ao seu deposto sobrinho, João Estêvão. Contudo, o avanço do imperador bizantino Andrônico III Paleólogo contra a Bulgária no verão de 1332 impediu que João Alexandre agisse contra os rebeldes. Os bizantinos esmagaram as defesas da Trácia, mas o imperador búlgaro marchou rapidamente para o sul com um pequeno exército e alcançou Andrônico III em Rusocastro.
| “ | Nenhum dos nossos primeiros czares se parece com este grande czar João Alexandre; em poderio militar, ele nos parece um segundo Alexandre, o Grande, em fé e piedade, ele é um segundo São Constantino; como ele, capturou todos os seus inimigos, os colocou sob seus joelhos e criou uma paz firme no universo. | ” |
|   | — "Louvor a João Alexandre", Saltério de Sófia. |   |

Depois de dar a impressão de que queria negociar, João Alexandre, reforçado por uma cavalaria mongol, derrotou o menor e melhor organizado exército bizantino na Batalha de Rusocastro. As cidades da região se renderam aos búlgaros, enquanto Andrônico III buscava refúgio nas muralhas de Rusocastro. A guerra terminou com João e Andrônico se encontrando para firmar uma paz baseada no status quo. Para selar a aliança, o imperador bizantino noivou sua filha, Maria (Irene), com o primogênito de João Alexandre, Miguel Asen IV, num casamento que ocorreria finalmente em 1339.  O imperador estava agora livre para enfrentar Belaur, mas não foi antes de 1336 ou 1337 que a rebelião pôde finalmente ser sufocada.
Por volta de 1332, João Alexandre coroou Miguel IV como co-imperador, talvez para assegurar a sucessão no trono dentro da família. Além disso, ele também coroou seus filhos mais jovens, João Esracimir e João Asen IV, em 1337. É provável que a intenção de João Alexandre fosse consolidar o controle búlgaro sobre importantes cidades e regiões, pois João Esracimir se estabeleceu em Vidin e João Asen IV, possivelmente, em Preslav. Seja como for, foi uma mudança radical na tradição búlgara, na qual os filhos mais jovens do soberano eram nomeados déspotas, com ou sem territórios para administrar.

### Relações com o Império Bizantino

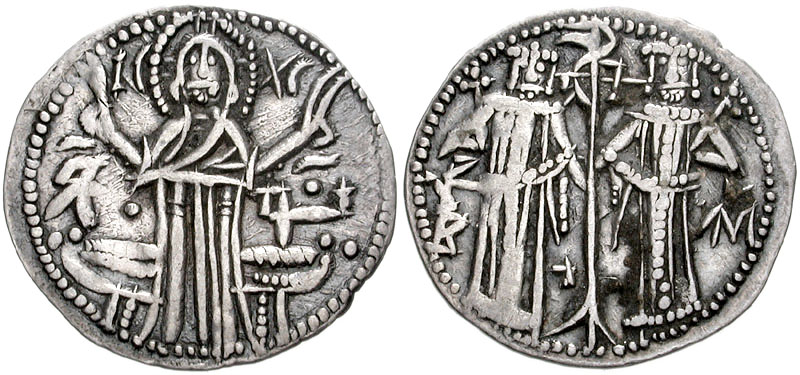
Moeda de prata representando João Alexandre e seu filho mais velho e herdeiro, morto pelos otomanos em 1355

No início da década de 1340, a relação com os bizantinos temporariamente se deteriorou. João Alexandre exigiu a extradição de seu primo Sismanes, um dos filhos de Miguel Asen III, ameaçando uma guerra se não fosse atendido. Contudo, a demonstração de força falhou, pois os bizantinos conseguiram perceber o blefe e enviaram contra os búlgaros a frota de seu novo aliado, o  turco emir Umur Begue. Desembarcando no delta do Danúbio, eles atacaram as cidades que encontraram e saquearam a zona rural. Forçado a recuar, João invadiu o Império Bizantino novamente no final de 1341, alegando ter sido convidado pelo povo de Adrianópolis. Porém, ele foi derrotado duas vezes pelos turcos às portas da cidade.
Entre 1341 e 1347, os bizantinos mergulharam numa dura guerra civil entre a regência do imperador João V Paleólogo, liderada por Ana de Saboia, e o pretenso guardião do garoto, João Cantacuzeno. Os vizinhos do Império Bizantino se aproveitaram da situação e, enquanto Estêvão Uresis IV tomou o partido de João Cantacuzeno, João Alexandre apoiou João V e sua regência. Contudo, mesmo em lados opostos durante a guerra civil, as potências balcânicas mantiveram sua aliança. Como preço pelo apoio, a regência de João V cedeu a João Alexandre a cidade de Filipópolis e nove outras importantes fortalezas na região dos montes Ródope em 1344,  um grande sucesso para os búlgaros.

### Ascensão da Sérvia e a ameaça otomana

Mapa dos Balcãs em 1355, mostrando a expansão do recém-fundado Império da Sérvia na direção da Grécia

Desagregação do Segundo Império Búlgaro depois da morte de João Alexandre em 1371 e o avanço otomano nos Balcãs

Na mesma época, o rei sérvio se aproveitou da guerra civil para conquistar territórios nas modernas regiões da Macedônia, Albânia e norte da Grécia. Em 1345, Estêvão Uresis se autoproclamou "imperador dos sérvios e dos gregos" e, no ano seguinte, se fez coroar como tal pelo recém-criado patriarca da Sérvia. Estes movimentos, recebidos com indignação pelos bizantinos, parecem ter sido apoiados pelos búlgaros, pois o patriarca da Bulgária, Simeão, participou da criação do Patriarcado da Sérvia e da coroação imperial.
Na segunda metade da década de 1340, pouco restava dos sucessos iniciais de João Alexandre. Os aliados turcos de Cantacuzeno saquearam partes da Trácia búlgara em 1346, 1347, 1349, 1352 e 1354, aumentando o desastre da Peste Negra. As tentativas de expulsá-los fracassaram repetidamente: o terceiro filho de João Alexandre, o co-imperador João Asen IV, morreu em combate em 1349 e o herdeiro aparente Miguel Asen IV, em 1355 ou pouco antes.
Em 1351 terminou a guerra civil bizantina e João Cantacuzeno finalmente percebeu a ameaça que os turcos otomanos representavam para os Balcãs. Ele apelou para os monarcas da Sérvia e da Bulgária para organizar uma frente unida contra eles, pedindo também dinheiro emprestado a João Alexandre para construir uma frota de guerra, mas não foi ouvido pelos vizinhos, que desconfiavam de suas intenções. Uma nova tentativa de cooperação entre a Bulgária e os bizantinos se seguiu em 1355, quando João VI foi forçado a abdicar e João V finalmente conseguiu tomar seu trono. Para consolidar o novo tratado, a filha de João Alexandre, Ceratza (Maria), foi casada com o futuro imperador Andrônico IV Paleólogo, mas o tratado não produziu resultados concretos.

### Conflitos externos e instabilidade
Em seus próprios domínios, João Alexandre comprometeu a estabilidade interna ao se divorciar de sua primeira esposa, Teodora da Valáquia, por volta de 1349, para se casar com a judia convertida Sara Teodora. Ela deu a João mais filhos, que o imperador também coroou como co-imperadores: João Sismanes em 1356 e João Asen V em 1359. O último filho ainda vivo de seu primeiro casamento, o co-imperador João Esracimir, furioso, passou a governar de forma praticamente independente a partir de Vidin em 1356. Além disso, o controle de João Alexandre sobre alguns de seus poderosos vassalos, como os monarcas da Valáquia e de Dobruja, minguou conforme eles passavam a perseguir suas próprias políticas externas.
A partir de meados do século XIV, a Bulgária também se tornou o alvo das aspirações do rei angevino Luís I da Hungria, que anexou a Moldávia em 1352 e criou um principado vassalo na região, e ocupou Vidin em 1365, capturando João Esracimir e sua família.
Em 1365, búlgaros e bizantinos se enfrentaram novamente. Dois anos depois, quando João V estava retornando de sua viagem ao ocidente, os búlgaros negaram-lhe a permissão para atravessar a Bulgária. A bravata fracassou quando um outro aliado bizantino, o conde de Saboia Amadeu VI, liderando a Cruzada Saboia, capturou diversas cidades costeiras búlgaras em retaliação, incluindo Anquíalo e Mesembria, embora tenha fracassado na tentativa de tomar Varna. Em desvantagem, João Alexandre foi forçado a pedir a paz.
As cidades capturadas foram entregues ao Império Bizantino em troca de um pagamento de 180 000 florins feito por João V Paleólogo. O imperador búlgaro usou o dinheiro e algumas concessões territoriais para induzir seus vassalos — nominais — Dobrotitsa de Dobruja e Vladislau I da Valáquia - a ajudarem-no na reconquista de Vidin. Vitorioso, João Alexandre reconduziu o filho ao trono em 1369, embora o rei húngaro o tenha forçado a reconhecer sua suserania.
O relativo sucesso na solução da crise no noroeste em nada ajudou a recuperação das perdas no sudeste. Para piorar a situação, em 1363 ou 1369 (a data é contestada) os turcos otomanos de Murade I conquistaram Adrianópolis e fizeram dela a capital de seu renovado esforço de expansão na Europa. Eles também capturaram as cidades búlgaras de Filipópolis e Boruj. Quando a Bulgária e os príncipes sérvios na Macedônia se preparavam para uma ação conjunta contra os invasores, João Alexandre morreu em 13 de fevereiro de 1371. Ele foi sucedido pelos filhos João Esracimir, no Czarado de Vidim, e João Sismanes, em Tarnovo. Além disso, o Despotado de Dobruja e a Valáquia se tornaram independentes, fragmentando o enfraquecido Império Búlgaro e acelerando sua decadência.

## Cultura e religião

João Alexandre, Sara Teodora e os filhos João Sismanes e numa iluminura do Tetraevangelia de João Alexandre

Durante o governo de João Alexandre, o Império da Bulgária entrou num período de renascimento cultural que é por vezes chamado de "Segunda Era de Ouro" da cultura búlgara — a primeira ocorreu durante o governo de Simeão, o Grande. Um grande número de mosteiros e igrejas foram construídos ou reformados por ordens do imperador, como atestam os retratos dele como doador no ossário do Mosteiro de Bachkovo e nas Igrejas Rupestres de Ivanovo, por exemplo. Documentos também comprovam que João Alexandre mandou reconstruir os mosteiros de Santa Mãe de Deus Eleusa (Teótoco Eleusa), São Nicolau em Mesembria e São Nicolau em Pernik durante seu reinado. Finalmente, João Alexandre mandou construir os mosteiros em Dragalevci e Kilifarevo.
A literatura também floresceu no período e diversas importantes obras foram criadas no período, como a tradução da "Crônica" de Constantino Manasses para o búlgaro medieval (1344–1345), preservada nos Arquivos Secretos do Vaticano, o Tetraevangelia de João Alexandre (1355–1356), ricamente ilustrado, atualmente preservado na Biblioteca Britânica, o Saltério Tomić (1360), atualmente em Moscou, e o Saltério de Sófia (1337).
João Alexandre também tentou reforçar a posição da Igreja da Bulgária, perseguindo heréticos e judeus. Ele organizou dois concílios eclesiásticos, em 1350 e 1359–1360, que condenam várias seitas, principalmente os bogomilos, os adamitas e outras de cunho judaizante.  A prática espiritual do hesicasmo, uma forma de oração mística, influenciou profundamente algumas regiões do mundo ortodoxo no século XIV. O representante mais importante do movimento durante o reinado de João Alexandre foi Teodósio de Tarnovo.
Durante o governo de João Alexandre, o Império Búlgaro manteve relações comerciais com as repúblicas marítimas italianas, principalmente Veneza, Gênova e Ragusa. Em 1353, o imperador emitiu uma carta comercial que autorizava os venezianos a comprar e vender suas mercadorias por toda a Bulgária, depois que o doge Andrea Dandolo lhe assegurou que iria obedecer os tratados anteriores entre os dois países.
Uma peça de roupa com o nome de João Alexandre e bordada em ouro foi descoberta num túmulo nobre perto de Pirot na década de 70 e está hoje preservada no Museu Nacional da Sérvia em Belgrado. É a única do gênero, demonstrando uma tradição medieval até então conhecida apenas na literatura, segundo a qual os governantes ortodoxos presenteavam seus mais eminentes dignitários com uma peça de roupa que eles mesmos haviam feito.

## Família
Com sua primeira esposa, Teodora da Valáquia (Teofana depois que se tornou uma freira), uma filha de Bassarabe I da Valáquia, João teve diversos filhos, incluindo:
- João Esracimir, imperador da Bulgária em Vidin entre 1356 e 1397.
- Miguel Asen IV, co-imperador entre 1332–1354/5.
- João Asen IV, co-imperador entre 1332–1349.
- Vasilisa

Com sua segunda esposa, Sara Teodora, ele também teve muitos filhos, incluindo:
- Ceratza (Maria), que se casou com o imperador bizantino Andrônico IV Paleólogo e reinou como imperatriz.
- João Sismanes, que sucedeu-o como imperador em Tarnovo e reinou entre 1371 e 1396.
- João Asen V, co-imperador entre 1359 e 1388.
- Desislava
- Kera Tamara, casada primeiro com o déspota Constantino e depois com sultão otomano Murade I.[43][4]